# Jupiter i Merkury u Filemona i Baucis

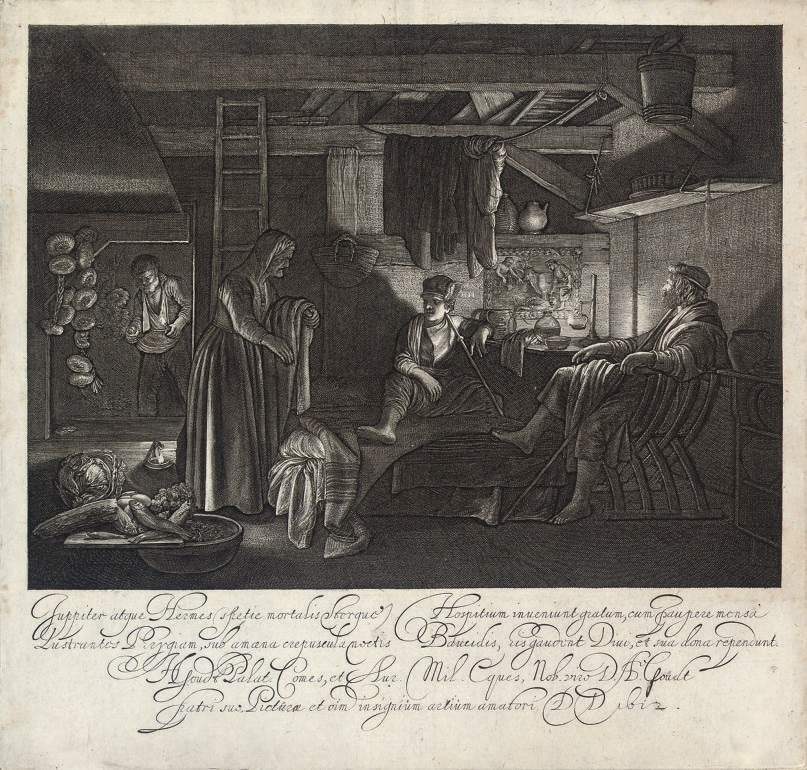
Jupiter i Merkury u Filemona i Baucis grafika autorstwa Hendricka Goudta z 1612 roku, 22,3 × 23,4 cm

Jupiter i Merkury u Filemona i Baucis (niem. Jupiter und Merkur bei Philemon und Baucis) – obraz niemieckiego malarza wczesnego baroku Adama Elsheimera.

## Geneza
Temat obrazu został zaczerpnięty z Metamorfoz, Owidiusza. Epizod opowiada jak to Jowisz wraz ze swoim synem Merkurym pod ludzką postacią zstąpili na Ziemię. Tam szukali miejsca by mogli spędzić noc, ale wszyscy, do których drzwi pukali, zatrzaskiwali im drzwi przed nosem. Trafili w końcu do chaty biednych staruszków, Baucisy i Filemona, gdzie zostali wpuszczeni i ugoszczeni: 

Do tej biednej chaty wstąpili niebianie, schylili się i weszli w niskie progi. Starzec podsuwa ławę i spocząć zaprasza, Baucis ławę okrywa zgrzebną tkaniną.(...)Suche szczapy i chrust zdejmuje z dachu, łamie na drobne gałązki i podkłada pod ubogi kociołek. (...) Zdejmuje widłami spod okopconej powały długo tam przechowywany bok słoniny, odcina z niego kawałek i zalewa wrzątkiem.

 Bogowie spożywają skromną strawę, piją wino a dzban w tajemniczy sposób wciąż napełnia się nowym trunkiem. Staruszkowie martwiąc się, iż ich gościna jest skromna postanawiają zabić ich jedynego gąsiora: 

Jego postanawiają zarżnąć dla oskich gości, lecz on ucieka bijąc skrzydłami, z trudem gonią go staruszkowie. Długo im umyka, wreszcie chroni się u samych bogów. Zakazują go zarzynać i mówią: - Jesteśmy bogami. (Owidiusz, Metarmofozy 8)

 Bogowie w nagrodę za gościnę ratują życie staruszków, a na pozostałych zsyłają powódź, która wszystkich pochłania.

## Opis obrazu
Elsheimer bardzo wiernie odtworzył opowiedziany epizod. Wybrał moment tuż przed posiłkiem. Z lewej strony namalował z profilu Jowisza, który wygodnie rozsiada się w fotelu. Żaden szczegół nie zdradza jego boskie pochodzenie. Po przeciwnej stronie stołu, w szerokim rozkroku siedzi jego syn To, że jest to Merkury można poznać po skrzydlatym hełmie. Gdyby nie ten atrybut obraz można by potraktować jako scenkę rodzajową. Po prawej stronie Baucis, przynosi „zgrzebną tkaninę”. Jej postać jest uderzająco podobna do tej z dzieła Elsheimera z tego samego okresu pt. Ceres i Stellio. Za nią, z sieni, wyłania się Filemon niosąc kociołek z wrzącą wodą i kawałkiem słoniny.
Na pierwszym planie, u dołu, widać gąsiora staruszków. Kieruje się on w stronę Jowisza, u którego skryje się przed utratą życia. Po prawej tonie u dołu, artysta przedstawił martwą naturę: kosz z winogrona, śledziami i chlebem.
Obraz należy do serii namalowanych przez Elshemera nokturnów. Został stworzony w Rzymie, gdzie artysta opanowywał techniki światłocienia stworzone przez Caravaggia. Z lewej strony, w górnym roku, znajduje się sztuczne światło padające z lampy naftowej; oświetla ono profil Jowisza, nadając mu większe dostojeństwo. Z lewej strony artysta umieścił inne mniej intensywne światło, które oświetla głównie martwą naturę, ale i wydobywa z mroku postać Filemona i Baucis.